# Gabriele Basch
Gabriele Basch (* 1964 in Bad Homburg) ist eine deutsche Künstlerin. Sie ist seit 2012 Hochschullehrerin für Malerei an der Hochschule für Angewandte Wissenschaften (HAW Hamburg).

## Werdegang
Gabriele Basch war 1993 Meisterschülerin von Hans-Jürgen Diehl an der Hochschule der Künste Berlin (HdK) und besuchte mit einem Erasmus-Stipendium das Royal College of Art in London.
Von 1996 bis 1998 hatte Basch einen Lehrauftrag an der HdK Berlin, dem 1999 ein weiterer an der Svenska Yrkeshögskolan in Nykarleby folgte. Als Gastprofessor lehrte sie ab 2010 an der Kunsthochschule Mainz und wechselte 2011 an die Kunsthochschule Valand in Göteborg. Im folgenden Jahr wurde sie als Professorin für Malerei an die HAW Hamburg berufen.
Als Malerin arbeitet Basch mit Rauminszenierungen. Sie beschäftigt sich in ihrer künstlerischen Arbeit oft mit Piktogrammen und Logos unterschiedlicher Herkunft. Baschs großformatige Scherenschnitte „erscheinen als motivische Collagen“.
Basch lebt und arbeitet in Berlin.

## Stipendien und Auszeichnungen
- 1989: Stipendium der Studienstiftung des deutschen Volkes
- 1996: Arbeitsstipendium des Senats für kulturelle Angelegenheiten, Berlin
- 1996: Preisträgerin beim Wettbewerb „Übergänge“, Berlin
- 1997: Stipendium für das Mecklenburgische Künstlerhaus, Schloss Plüschow
- 1998: Stipendium für die Künstlerstätte Schloss Bleckede
- 2000: Stipendium der Stiftung Kunstfonds, Bonn
- 2001: Civitella Ranieri Fellowship für Umbrien
- 2004: Auslandsstipendium des Berliner Senats für Istanbul
- 2005: Rompreis der Villa Massimo
- 2021: Residenzstipendium, Budapest Art Factory[1][2]

## Arbeiten in öffentlichen Sammlungen (Auswahl)
- Marta Herford
- Swedish Statedepartments Collection
- Berlinische Galerie, Landesmuseum Berlin
- Kupferstichkabinett Berlin
- Munich RE Art Collection
- Neuer Berliner Kunstverein
- Museum Pfalzgalerie Kaiserslautern
- Sammlung Deutsche Bank[1]

## Publikationen
Schriften:
- Beat. Verlag für Moderne Kunst, Nürnberg 2005, ISBN 978-3-936711-53-0.

Kataloge:
- Patterns of life. Derik-Baegert-Gesellschaft, Hamminkeln 2001, ISBN 978-3-926133-46-5.
- Basch – shot by shot. Kehrer, Heidelberg 2007, ISBN 978-3-939583-72-1.
- Basch – Lange. Neustadt an der Weinstraße 2015, ISBN 978-3-00-056157-3.
- Gabriele Basch – fortuna. Edition Cantz, Esslingen 2019, ISBN 978-3-947563-55-5.
- Und_ news_ from_ now_ here / Gabriele Basch, Gesa Lange. DCV, Esslingen 2020. ISBN 	978-3-947563-96-8.

## Belege
1. 1 2 3 4  basch.de: Gabriele Basch. Biografie. Abgerufen am 29. Juli 2025.
2. 1 2 3  Villa Massimo 2005. Gabriele Basch. Abgerufen am 29. Juli 2025.
3. ↑  kunst-und-natur.de: Gabriele Basch. Abgerufen am 29. Juli 2025.

| Personendaten    | Personendaten                             |
| ---------------- | ----------------------------------------- |
| NAME             | Basch, Gabriele                           |
| KURZBESCHREIBUNG | deutsche Künstlerin und Hochschullehrerin |
| GEBURTSDATUM     | 1964                                      |
| GEBURTSORT       | Bad Homburg                               |